# Montipora maldivensis
Espèce
Montipora maldivensis est une espèce de coraux appartenant à la famille des Acroporidae.